# Air Lingkar
Air Lingkar is een bestuurslaag in het regentschap Lahat van de provincie Zuid-Sumatra, Indonesië. Air Lingkar telt 946 inwoners (volkstelling 2010).